# Arlington (Washington)
Arlington és una població dels Estats Units a l'estat de Washington. Segons el cens del July 1, 2009 tenia 17.236 habitants.

## Demografia
Segons el cens del 2000, Arlington tenia 14.491 habitants, 4.281 habitatges, i 3.095 famílies. La densitat de població era de 598,2 habitants per km².
Dels 4.281 habitatges en un 42,6% hi vivien nens de menys de 18 anys, en un 56,7% hi vivien parelles casades, en un 11,5% dones solteres, i en un 27,7% no eren unitats familiars. En el 22,7% dels habitatges hi vivien persones soles el 9,3% de les quals corresponia a persones de 65 anys o més que vivien soles. El nombre mitjà de persones vivint en cada habitatge era de 2,72 i el nombre mitjà de persones que vivien en cada família era de 3,19.
Per edats la població es repartia de la següent manera: un 31,5% tenia menys de 18 anys, un 8% entre 18 i 24, un 32,6% entre 25 i 44, un 18,4% de 45 a 60 i un 9,6% 65 anys o més.
L'edat mediana era de 32 anys. Per cada 100 dones de 18 o més anys hi havia 91,2 homes.
La renda mediana per habitatge era de 46.302 $ i la renda mediana per família de 51.941 $. Els homes tenien una renda mediana de 41.517 $ mentre que les dones 26.912 $. La renda per capita de la població era de 19.146 $. Aproximadament el 5,8% de les famílies i el 7,2% de la població estaven per davall del llindar de pobresa.

## Poblacions més properes
El següent diagrama mostra les poblacions més properes.